# 近藤豊 (建築学者)
近藤 豊（こんどう ゆたか、1909年（明治42年）11月8日 - 1994年（平成6年）5月24日）は、日本の建築学者。京都市生まれ。

## 概要

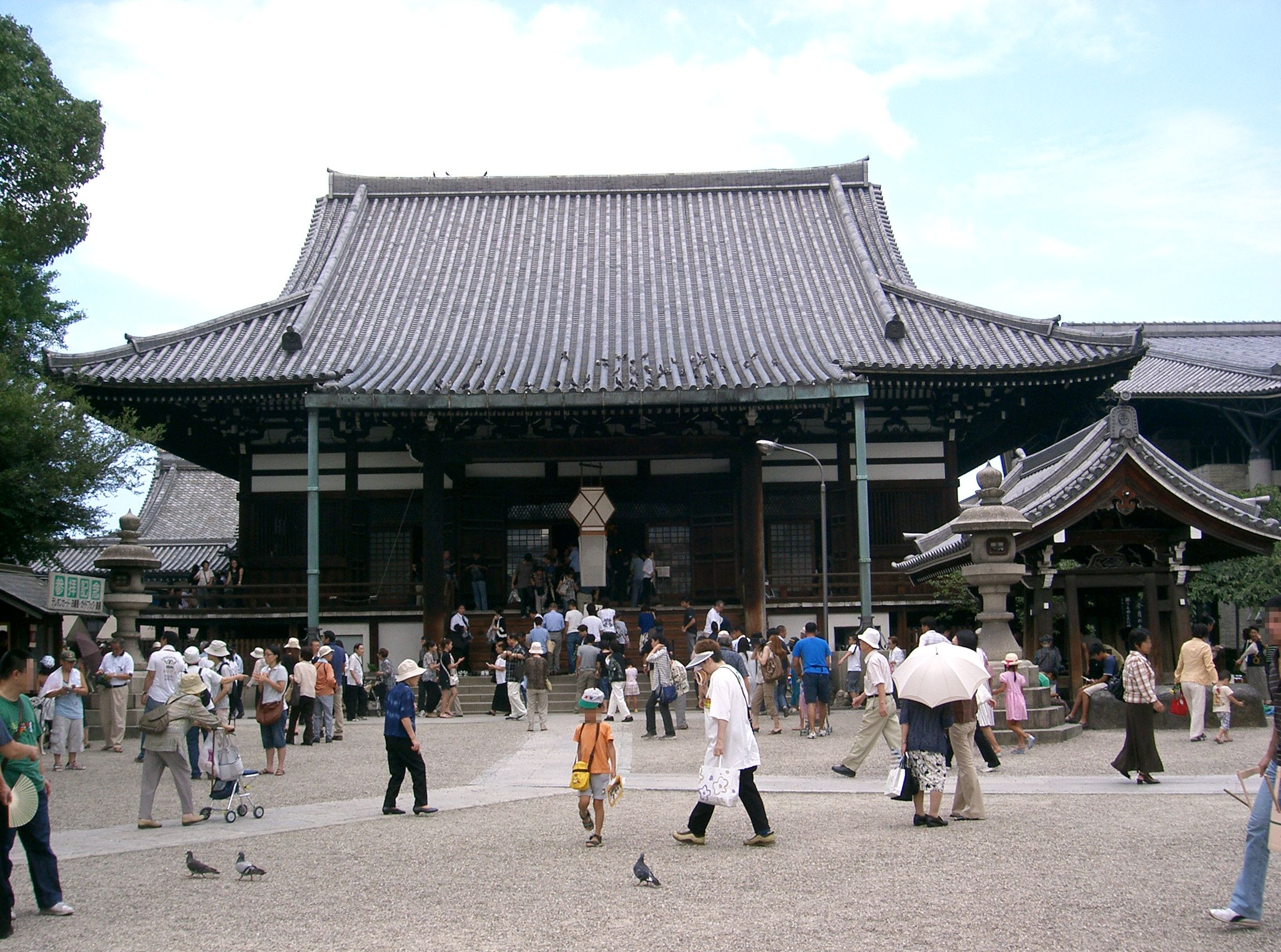
近藤が設計監督を務めた一心寺本堂（1966年建立）

古建築の研究者で、古建築の細部の意匠や文様を分類した。
中学生の時より京都帝大教授の天沼俊一に師事し、天沼とともに日本・朝鮮の古建築の多数の写真を撮影した。
1940年に京都大学大学院を卒業。京都大学工学部建築学教室嘱託を経て、滋賀県立短期大学建築科教授、大阪教育大学家政学部教授、摂南大学工学部建築科主任教授などを歴任。
一心寺本堂（大阪府大阪市）、明王院多宝塔（岡山県浅口市）など多数の建築の再建における設計監督も務めた。

## 主な著作
- 『古建築の細部意匠』大河出版、1972年
- 『古建築の細部文様』光村推古書院、1989年

## その他
- 近藤が生涯に撮影した約6万カットに及ぶ膨大な写真は、ほとんどすべての資料に撮影年次、撮影場所が書かれているのが特徴。これらは近藤の没後に京都府立総合資料館に寄贈され、立命館大学アート・リサーチセンターによって「近藤豊写真資料」としてアーカイブ化されている。
- 近藤が京都帝国大学大学院に進んだ1937年、天沼俊一教授が定年退職して村田治郎が後任となる。近藤は天沼の退任後も天沼とともに活動していたため、村田に目を付けられ、大学院に在籍中は自分の研究はできずに村田が『法隆寺の研究』を書くための資料集めをさせられるなど冷遇される。『古建築の細部文様』のあとがきによると、村田が1985年に死去するまで50年にわたっていじめられたという。